# San Lorenzo in Campo

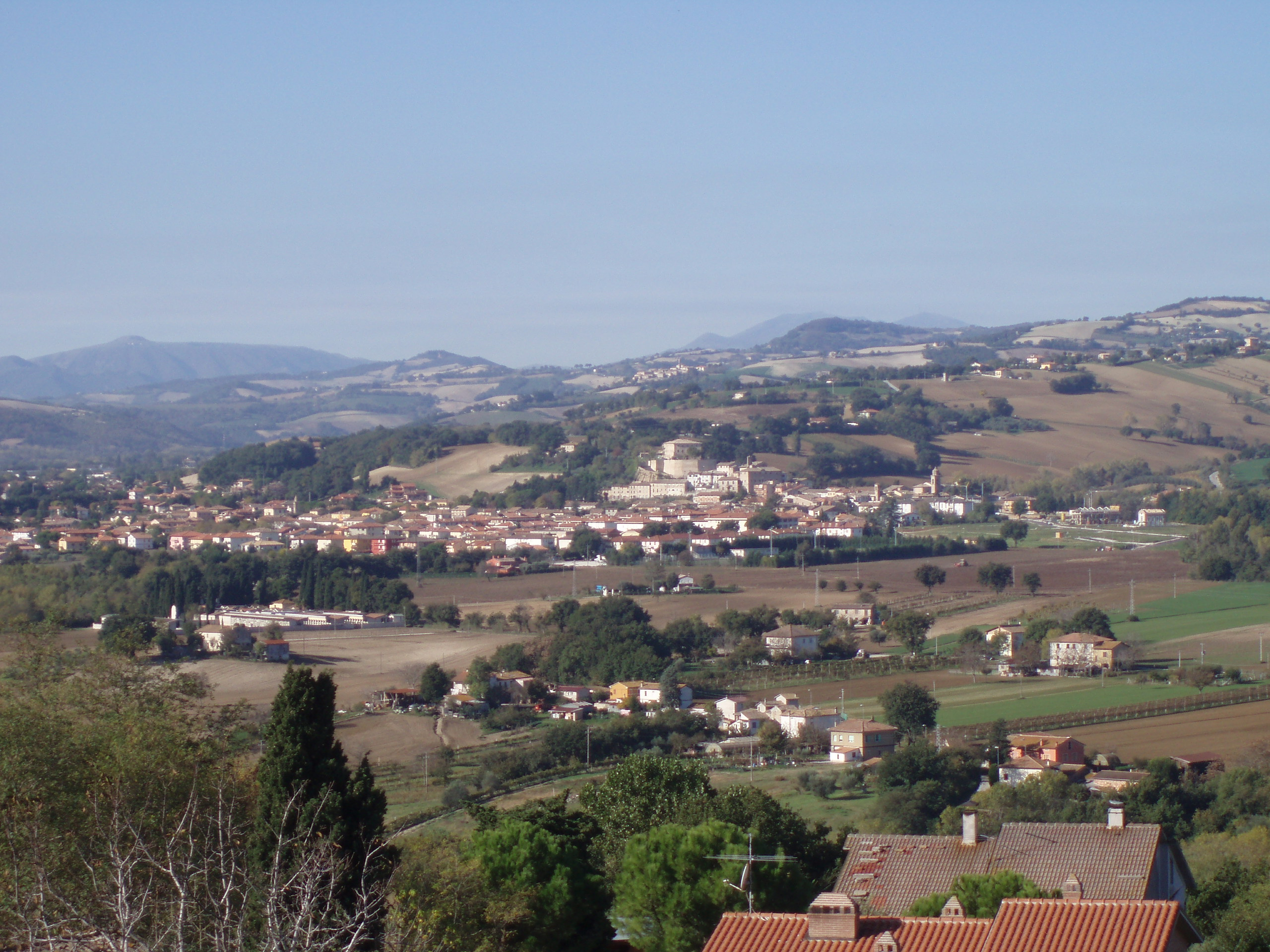
Blick auf San Lorenzo in Campo

San Lorenzo in Campo ist eine italienische Gemeinde (comune) mit 3183 Einwohnern (Stand 31. Dezember 2023) in der Provinz Pesaro und Urbino in den Marken. Die Gemeinde liegt etwa 34 Kilometer südsüdöstlich von Pesaro und etwa 28 Kilometer südöstlich von Urbino am Cesano und ist Teil der Comunità montana del Catria e Cesano. San Lorenzo in Campo grenzt unmittelbar an die Provinz Ancona.